# Evelin Lindner
Evelin Lindner, född 13 maj 1954 i Hameln, Tyskland, är en tysk-norsk läkare, psykolog och författare, känd som forskare inom Humiliation Studies. Hon har grundat forskningsnätverket Human Dignity and Humiliation Studies.

## Biografi
Lindner föddes 1954 i en familj som var djupt drabbad av två världskrig. Hennes föräldrar fördrevs från Schlesien 1946 till Niedersachsen, som blev i en del av Västtyskland. Redan i grundskolan blev hon intresserad av andra länders kulturer och språk. Hennes mål var att leva och lära känna olika kulturer och hur de såg på liv och död, konflikt och fred, kärlek och hat. Hon tog examen i psykologi 1978 och medicin 1984 från Hamburgs universitet. Hon har också studerat juridik, filosofi och sinologi.
Lindners internationella liv och arbete började 1974. Vid sidan av studierna arbetade hon i många länder i Afrika, Asien, Europa och Amerika, från 1977 med Norge som bas. Hon var gift med en norrman mellan 1981 och 1987. 1993 grundade hon NGO Better Global Understanding i Hamburg och anordnade en fredsfestival under mottot Global Responsibility. 1994 var Lindner kandidat till Europaparlamentet.

Hon talar flytande engelska, tyska, norska och franska och känner till ett antal andra språk, bland annat egyptisk arabiska, modern hebreiska, ryska, kinesiska, japanska, indonesiska, svenska, danska, nederländska, spanska och portugisiska.